# 이불쓰고 정주행
《이불쓰고 정주행》은 O tvN에서 방송되는 텔레비전 프로그램이다.

## 방송 개요
<인생 드라마, 이불 쓰고 정주행>. 티비엔(tvN) 드라마 뭐 하지? 안 봤으면 꼭 보고 봤으면 또 보고 인생 드라마 추천! 아마도 세계 최초, O tvN 사상 첫 시도, 업계 맨 처음으로 시도되는 드라마 정주행 가이드.

## 방송 시간
| 방송 채널 | 방송 기간                         | 방송 시간          | 비고 |
| O tvN     |                                   |                    |      |
| --------- | --------------------------------- | ------------------ | ---- |
| O tvN     | 2019년 7월 16일 ~ 2020년 3월 24일 | 화요일 밤 8시 40분 |      |

## 출연자

### MC
- 소이현
- 홍윤화
- 김기두

## 방영목록

### 2019년
| 회차 | 방송일   | 정주행 드라마 |
| ---- | -------- | ------------- |
| 1회  | 7월 16일 |               |
| 2회  | 7월 23일 |               |
| 3회  | 7월 30일 |               |
| 4회  | 8월 6일  |               |
| 5회  | 8월 13일 |               |